# Pocinovice (Semněvice)
Pocinovice jsou malá vesnice, část obce Semněvice v okrese Domažlice v Plzeňském kraji. Nachází se dva kilometry jihovýchodně od Semněvic. Je zde evidováno 25 adres. V roce 2011 zde trvale žilo 17 obyvatel.
Pocinovice leží v katastrálním území Pocinovice u Semněvic o rozloze 2,92 km².

## Historie
První písemná zmínka o vesnici pochází z roku 1625.

## Obyvatelstvo
| Rok            | 1869 | 1880 | 1890 | 1900 | 1910 | 1921 | 1930 | 1950 | 1961 | 1970 | 1980 | 1991 | 2001 | 2011 | 2021 |
| -------------- | ---- | ---- | ---- | ---- | ---- | ---- | ---- | ---- | ---- | ---- | ---- | ---- | ---- | ---- | ---- |
| Počet obyvatel | 197  | 214  | 220  | 200  | 219  | 219  | 196  | 116  | 83   | 85   | 46   | 34   | 27   | 17   | 39   |
| Počet domů     | 36   | 37   | 37   | 38   | 37   | 38   | 39   | 28   | 20   | 21   | 17   | 16   | 16   | 19   | 19   |

## Obecní správa
Při sčítání lidu v letech 1850–1959 Pocinovice byly samostatnou obcí v okrese Horšovský Týn (v letech 1850–1910 Horšův Týn). V letech 1960–1971 byly částí obce Bukovec v okrese Domažlice. Od 26. listopadu 1971 jsou částí obce Semněvice v okrese Domažlice, kdy se konaly obecní volby. V letech 1850–1959 k obci patřily Šlovice.

## Další fotografie

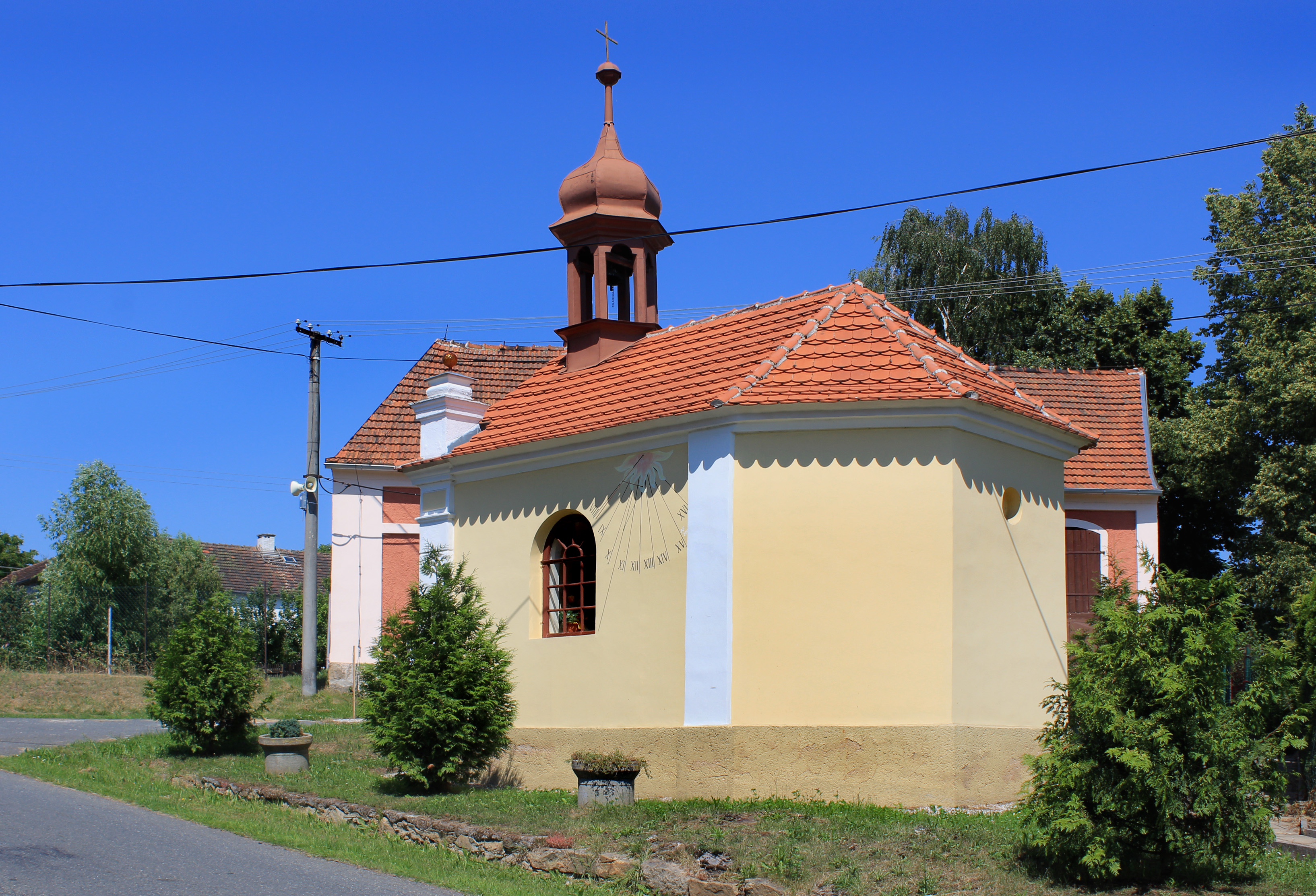
Kaple se slunečními hodinami
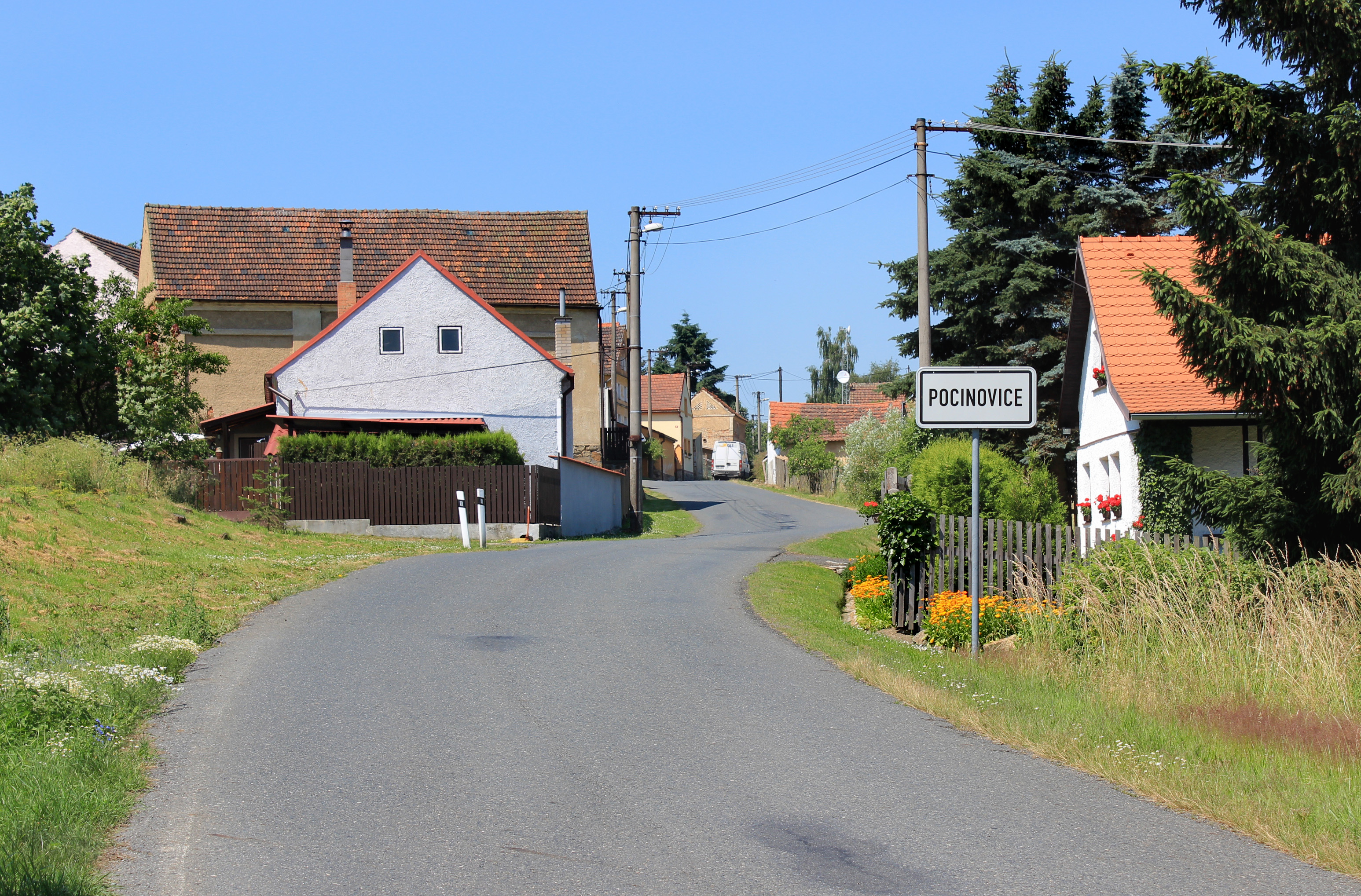
Východní část vesnice
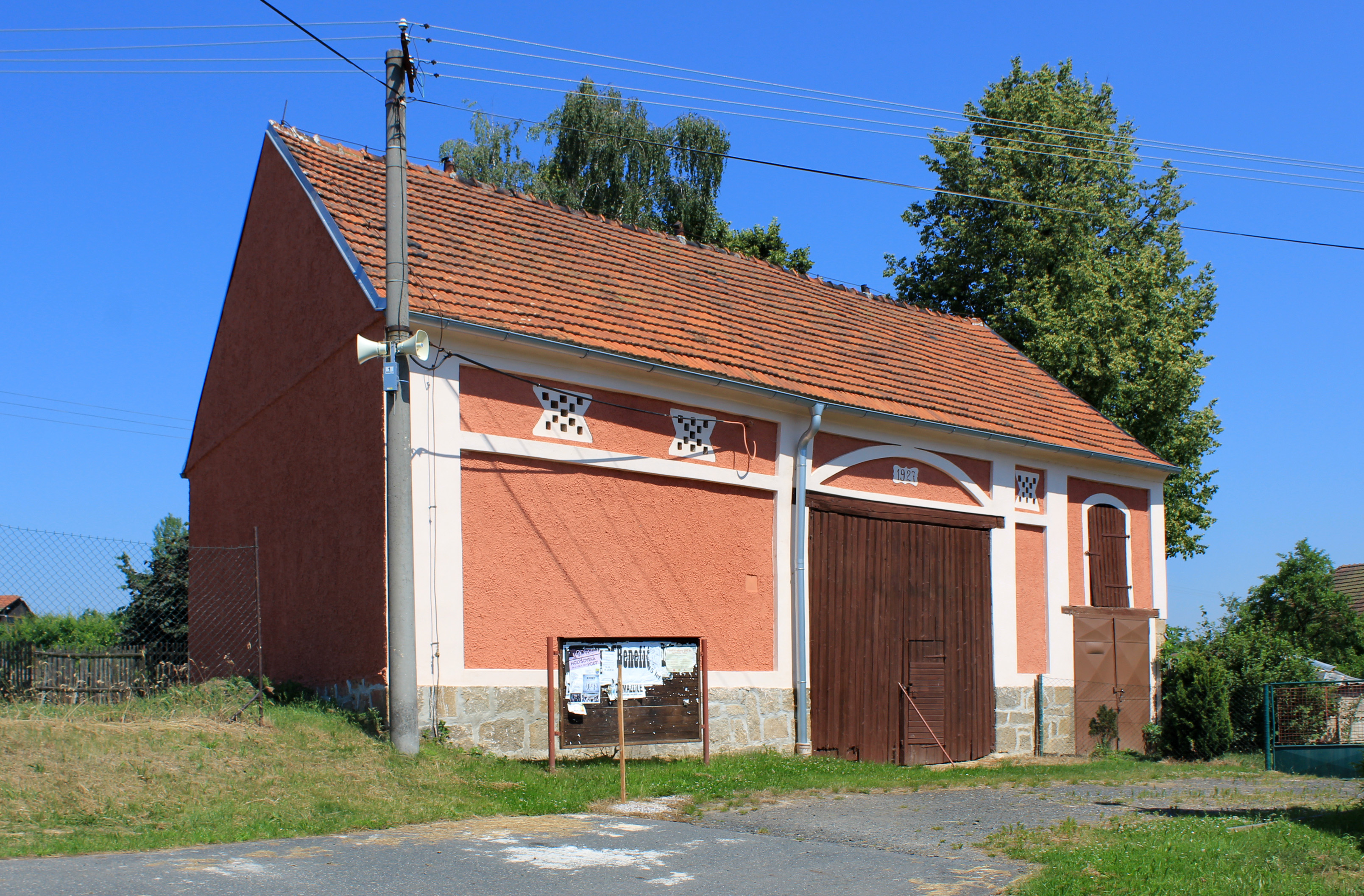
Opravená stodola